# Sas moldvai fejedelem
Sas vagy Bélteki Szász (? – 1358), moldvai fejedelem, Dragoș moldvai fejedelem fia. Moldva uralkodója volt 1354–1358 között. Sas halála után fia, Bâlc követte Moldva trónján.